# Indosiar
Indosiar är en indonesisk TV-kanal, som ägs av Surya Citra Media.